# Serrat del Verdeguer (Montclar)
El Serrat del Verdeguer és una muntanya de 825 metres que es troba al municipi de Montclar, a la comarca catalana del Berguedà.